# Montclar (Alpes-de-Haute-Provence)
Pour les articles homonymes, voir Montclar.
Pour les articles ayant des titres homophones, voir Monclar et Montclard.
Montclar est une commune française, située dans le département des Alpes-de-Haute-Provence en région Provence-Alpes-Côte d'Azur.
Le nom de ses habitants est Clarimontois
.

## Géographie

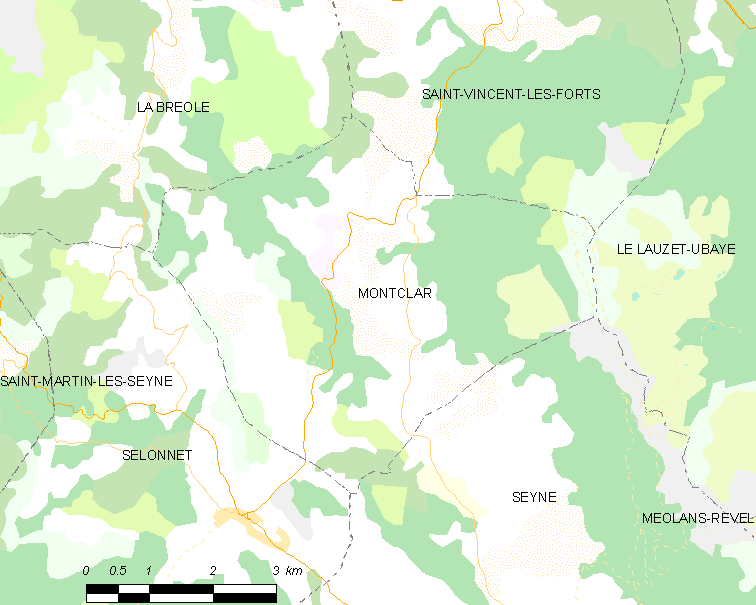
Montclar et les communes voisines (Cliquez sur la carte pour accéder à une grande carte avec la légende).

La commune est située dans la partie septentrionale de la vallée de la Blanche. Au nord, le col Saint-Jean permet de déboucher sur la vallée de l'Ubaye au niveau du Lac de Serre-Ponçon. Il n'y a pas de village à proprement parler mais plusieurs hameaux : les Chapeliers, la Chapelle, Sous-la-Roche, les Allards, Serre-Nauzet, Risolet, Saint-Léger, Saint-Jean, les Piolles et Villette, ainsi que de nombreuses fermes.
La mairie, l'agence postale, l'école ainsi que les commerces se trouvent essentiellement à la station de ski de St-Jean-Montclar.

### Géologie
Lors des deux dernières grandes glaciations, la glaciation de Riss et la glaciation de Würm, la commune est presque entièrement recouverte par le glacier de la Durance et une diffluence du glacier de l’Ubaye qui franchit le col Saint-Jean. À l’est, le sommet de Dormillouse et la crête qui le précède au sud. Le glacier de Riss est moins épais.

### Relief
Massif de Dormillouse, 2505 m.
- col de Font-Sainte
- col de Saint-Jean, 1330 m

### Environnement
La commune compte 969 ha de bois et forêts.

### Risques naturels et technologiques
Aucune des 200 communes du département n'est en zone de risque sismique nul. Le canton de Seyne auquel appartient Montclar est en zone 1b (sismicité faible) selon la classification déterministe de 1991, basée sur les séismes historiques, et en zone 4 (risque moyen) selon la classification probabiliste EC8 de 2011. La commune de Montclar est également exposée à trois autres risques naturels :
- feu de forêt ;
- avalanche ;
- mouvement de terrain.

La commune de Montclar est de plus exposée à un risque d’origine technologique, celui de transport de matières dangereuses par route. La départementale RD900 (ancienne route nationale 100) peut être empruntée par les transports routiers de marchandises dangereuses.
Aucun plan de prévention des risques naturels prévisibles (PPR) n’existe pour la commune et le Dicrim n’existe pas.
Dans la liste qui suit, figurent les tremblements de terre fortement ressentis dans la commune. Ils dépassent une intensité macro-sismique ressentie de V sur l’échelle MSK (dormeurs réveillés, chutes d’objets). Les intensités indiquées sont celles ressenties dans la commune, l’intensité peut être plus forte à l’épicentre :
- le séisme du 19 septembre 1933, d’une intensité ressentie à Montclar de V et dont l’épicentre était situé au Lauzet[9],
- le séisme du 22 mars 1949, avec une intensité ressentie de V et à nouveau Le Lauzet pour épicentre[10],
- le séisme du 20 mars 1983, avec une intensité ressentie de V et Seyne pour épicentre[11].

### Toponymie
La localité apparaît pour la première fois dans les textes en 1233 (castrum Montisclari). Ce nom est formé des mots occitans mont et clar, signifiant soit le mont clair, soit le mont distingué.

### Morphologie des villages
Le chef-lieu actuel est créé dans les années 1960, à partir de la station de ski et du village de vacances. Des bâtiments collectifs (école, crèche, salle des fêtes) y sont ajoutés en 1995, puis la mairie en 1997.
Les bâtiments, du style moderniste des Trente Glorieuses, ne bouleversent pas le paysage : André de Reparaz note leur bonne intégration dans le paysage, grâce à la faible hauteur des constructions et l’installation sur un replat. La taille limitée de la station (2 à 3 000 lits dans les années 1980) y contribue également.

### Climat
Pour des articles plus généraux, voir Climat de Provence-Alpes-Côte d'Azur et Climat des Alpes-de-Haute-Provence.
En 2010, le climat de la commune est de type climat des marges montargnardes, selon une étude du Centre national de la recherche scientifique s'appuyant sur une série de données couvrant la période 1971-2000. En 2020, Météo-France publie une typologie des climats de la France métropolitaine dans laquelle la commune est exposée à un climat de montagne ou de marges de montagne et est dans la région climatique Alpes du sud, caractérisée par une pluviométrie annuelle de 850 à 1 000 mm, minimale en été.
Pour la période 1971-2000, la température annuelle moyenne est de 8,3 °C, avec une amplitude thermique annuelle de 17,1 °C. Le cumul annuel moyen de précipitations est de 1 002 mm, avec 7,7 jours de précipitations en janvier et 6,4 jours en juillet. Pour la période 1991-2020, la température moyenne annuelle observée sur la station météorologique installée sur la commune est de 9,3 °C et le cumul annuel moyen de précipitations est de 889,7 mm. 
La température maximale relevée sur cette station est de 36 °C, atteinte le 23 août 2023 ; la température minimale est de −19,2 °C, atteinte le 5 février 2012,,.
| Mois                                  | jan.           | fév.           | mars           | avril         | mai           | juin        | jui.          | août         | sep.          | oct.          | nov.           | déc.           | année      |
| ------------------------------------- | -------------- | -------------- | -------------- | ------------- | ------------- | ----------- | ------------- | ------------ | ------------- | ------------- | -------------- | -------------- | ---------- |
| Température minimale moyenne (°C)     | −4,1           | −4,4           | −1,5           | 1,9           | 5             | 8,6         | 10,6          | 10,4         | 7,2           | 4             | 0              | −3,5           | 2,9        |
| Température moyenne (°C)              | 1              | 1,6            | 5              | 8,5           | 11,6          | 15,6        | 18,3          | 18,1         | 14,3          | 10,3          | 5,3            | 1,6            | 9,3        |
| Température maximale moyenne (°C)     | 6,2            | 7,5            | 11,4           | 15,1          | 18,1          | 22,6        | 25,9          | 25,8         | 21,3          | 16,6          | 10,7           | 6,7            | 15,7       |
| Record de froid (°C) date du record   | −14,9 16.01.17 | −19,2 05.02.12 | −10,3 07.03.16 | −7,7 08.04.21 | −4,5 06.05.19 | 2 13.06.19  | 2,1 15.07.16  | 1,5 31.08.10 | −2,3 27.09.20 | −7,4 29.10.12 | −13,3 27.11.10 | −16,6 20.12.09 | −19,2 2012 |
| Record de chaleur (°C) date du record | 16,6 27.01.16  | 20,7 27.02.19  | 21,4 31.03.21  | 25,9 08.04.11 | 30,1 22.05.22 | 35 28.06.19 | 33,5 25.07.22 | 36 23.08.23  | 29,5 04.09.23 | 26,1 08.10.23 | 21,4 11.11.15  | 16,5 25.12.22  | 36 2023    |
| Précipitations (mm)                   | 59,9           | 50,7           | 57,6           | 76,1          | 104,8         | 86,3        | 58,6          | 63,3         | 57,1          | 89,2          | 101,6          | 84,5           | 889,7      |

| Diagramme climatique                                  |             |              |             |            |             |              |              |             |           |            |             |
| J                                                     | F           | M            | A           | M          | J           | J            | A            | S           | O         | N          | D           |
| 6,2−4,159,9                                           | 7,5−4,450,7 | 11,4−1,557,6 | 15,11,976,1 | 18,15104,8 | 22,68,686,3 | 25,910,658,6 | 25,810,463,3 | 21,37,257,1 | 16,6489,2 | 10,70101,6 | 6,7−3,584,5 |
| Moyennes : • Temp. maxi et mini °C • Précipitation mm |             |              |             |            |             |              |              |             |           |            |             |

Les paramètres climatiques de la commune ont été estimés pour le milieu du siècle (2041-2070) selon différents scénarios d'émission de gaz à effet de serre à partir des nouvelles projections climatiques de référence DRIAS-2020. Ils sont consultables sur un site dédié publié par Météo-France en novembre 2022.

## Urbanisme

### Typologie
Au 1er janvier 2024, Montclar est catégorisée commune rurale à habitat très dispersé, selon la nouvelle grille communale de densité à 7 niveaux définie par l'Insee en 2022.
Elle est située hors unité urbaine et hors attraction des villes,.

### Occupation des sols
L'occupation des sols de la commune, telle qu'elle ressort de la base de données européenne d’occupation biophysique des sols Corine Land Cover (CLC), est marquée par l'importance des forêts et milieux semi-naturels (50,6 % en 2018), en diminution par rapport à 1990 (52,1 %). La répartition détaillée en 2018 est la suivante : 
zones agricoles hétérogènes (45,1 %), forêts (36,2 %), milieux à végétation arbustive et/ou herbacée (8,8 %), espaces ouverts, sans ou avec peu de végétation (5,7 %), espaces verts artificialisés, non agricoles (1,8 %), zones urbanisées (1,3 %), prairies (1,2 %).
L'évolution de l’occupation des sols de la commune et de ses infrastructures peut être observée sur les différentes représentations cartographiques du territoire : la carte de Cassini (XVIIIe siècle), la carte d'état-major (1820-1866) et les cartes ou photos aériennes de l'IGN pour la période actuelle (1950 à aujourd'hui).

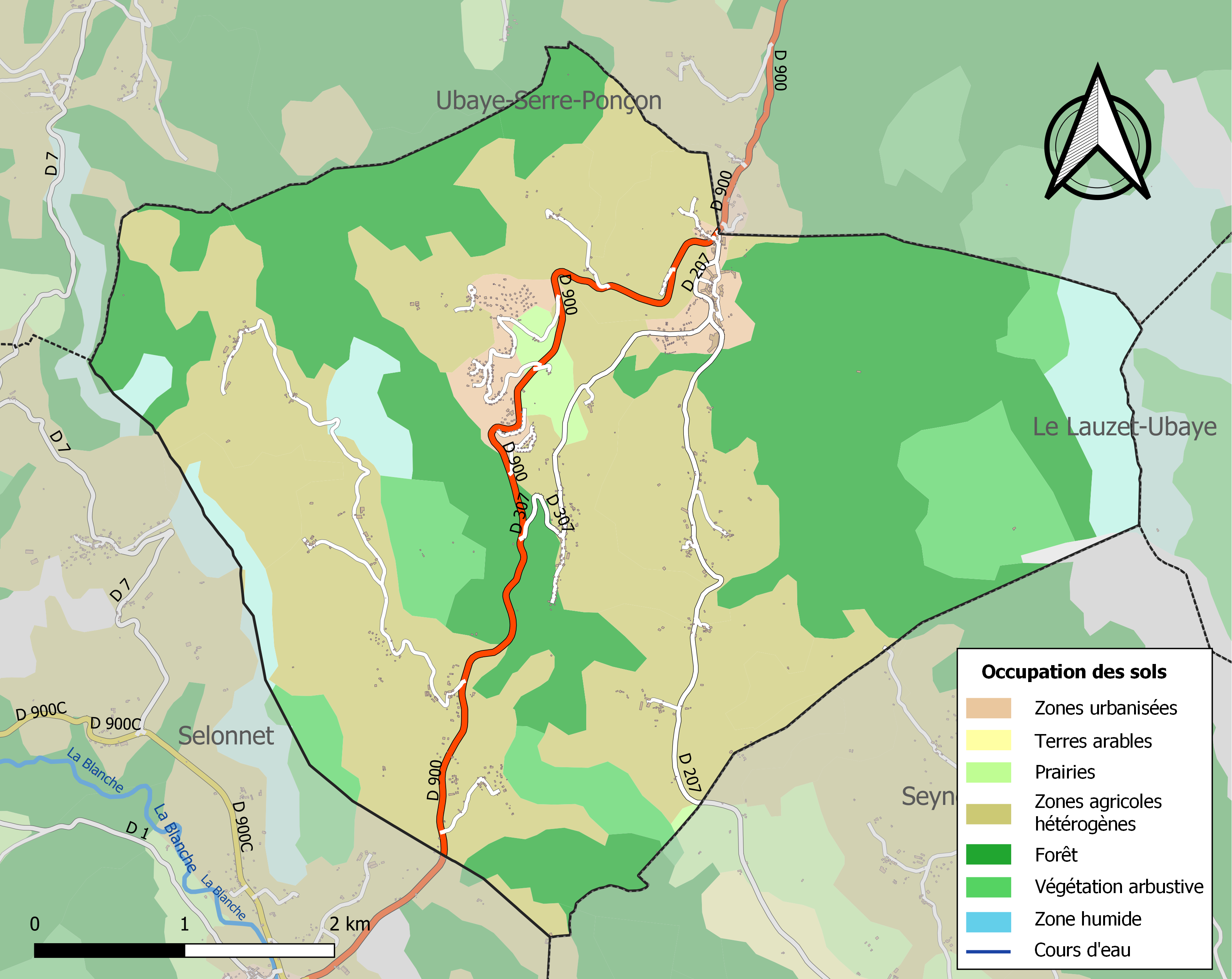
Carte de l'occupation des sols de la commune en 2018 (CLC).

## Économie

### Aperçu général
En 2009, la population active s’élevait à 207 personnes, dont 12 chômeurs (13 fin 2011). Ces travailleurs sont majoritairement salariés (70 %) et travaillent majoritairement dans la commune (60 %), ce qui est assez rare. Ce fort indicateur de concentration d'emploi est dû à la présence d’une petite industrie (eau minérale) mais surtout à la station de sports d’hiver : le tourisme est le principal moteur de l’activité économique locale.
Ces moteurs de l'économie locale fournissent de l'emploi aux communes voisines : 64 à Seyne, 20 à Selonnet et 19 à Saint-Vincent-les-Forts, mais ne vont pas sans conflits sociaux, comme fin 2013.

### Agriculture
Fin 2010, le secteur primaire (agriculture, sylviculture, pêche) comptait 25 établissements actifs au sens de l’Insee (exploitants non-professionnels inclus) et XX emplois salariés.
Le nombre d’exploitations professionnelles, selon l’enquête Agreste du ministère de l’Agriculture, est de 20 en 2010, chiffre stable depuis 2000. Elles étaient 29 en 1988. Actuellement[Quand ?], ces exploitants sont essentiellement tournés vers l’élevage bovin (onze exploitations, soit plus de la moitié) et l’élevage ovin (4). De 1988 à 2000, la surface agricole utile (SAU) a augmenté, de 893 à 1 187 ha ; cette progression s’est accélérée lors de la dernière décennie, pour arriver à 1 955 ha, cette progression étant due aux élevages.

### Industrie
Fin 2010, le secteur secondaire (industrie et construction) comptait 15 établissements, employant 25 salariés.
Le principal établissement industriel est une usine d'embouteillage d'eau de source (marque Montclar, qui est la propriété de Société des Eaux Minérales Saint-Amand). La source se trouve à 1600 m d’altitude.

### Activités tertiaires
Fin 2010, le secteur tertiaire (commerces, services) comptait 53 établissements (avec 148 emplois salariés), auxquels s’ajoutent les 17 établissements du secteur administratif (regroupé avec le secteur sanitaire et social et l’enseignement), salariant 14 personnes.
D'après l’Observatoire départemental du tourisme, la fonction touristique est très importante pour la commune, avec plus de cinq touristes accueillis par habitant
, l’essentiel de la capacité d'hébergement étant non marchande. Plusieurs structures d’hébergement à finalité touristique existent dans la commune :
- au moins quatre hôtels en 2008[37] (deux non classés[38], un classé deux étoiles, un autre classé trois étoiles[39]). Il existe également une résidence hôtelière[40]. Les hôtels classés offrent une capacité de 74 chambres en 2012[41] ;
- un camping trois étoiles[42] avec une capacité de 166 emplacements[43] ;
- plusieurs meublés[44];
- les hébergements collectifs sont représentés notamment par le village vacances et des colonies de vacances. Ils offrent une capacité d’hébergement importante[45],[46].

Enfin, les résidences secondaires apportent un complément important à la capacité d’accueil, contribuant au caractère familial de la station : au nombre de 853, elles représentent 78 % des logements. Plus de 500 d’entre elles possèdent plus d’un logement,.
Le tableau de l’économie locale est complété par quelques artisans et professionnels exerçant en libéral.

## Histoire
La localité apparaît pour la première fois dans les chartes en 1150. Le castro Monteclaro du XIIIe siècle était le siège d’une baronnie. Le village, installé sur la colline de la Salette, était fortifié. La communauté relevait de la baillie de Seyne.
Bertrand de Montclar fut seigneur de Montclar et des Sauvasses en 1322.
Guigonet Jarente (av.1360-ap.1402), notaire originaire de Selonnet (baillie de Barcelonnette), fut seigneur de Gémenos et de Montclar[réf. incomplète], et familier de la reine. Sa longue carrière administrative fut récompensée par les souverains par de nombreux cadeaux. Il reçut de la reine Jeanne, donation des fours de Seyne en 1379, ainsi que l'albergue de cette ville en 1380[réf. nécessaire]. En 1374, il fut élu conseiller du sénéchal et ambassadeur auprès du pape[réf. nécessaire].
Le village perché est délaissé peu à peu pour le nouveau, dit « le Vallon » (puis appelé la Chapelle à partir du XVIIIe siècle). Le village est assailli et pillé par les huguenots (guerres de religion), puis abandonné. Le marquis de Parelly pille également le village un siècle plus tard.
En 1645, la nouvelle église paroissiale est construite au Serre-Nauzet, qui devient un nouveau centre de la vie communautaire, sans éclipser l’ancien. Le Serre-Nauzet ne devient chef-lieu de la commune qu’avec la construction de la maison commune (équivalent de la mairie), à la fin du XVIIIe siècle, après de longs débats.
En 1769, Montclar est érigé en marquisat pour M. de Ripert, procureur général au parlement d'Aix.
Durant la Révolution, la commune compte une société patriotique, créée après la fin de 1792. Le seigneur, Jules Claude Louis de Ripert, est impliqué dans le complot de Sainte-Amaranthe et guillotiné en 1794, et le château vendu comme bien national.
En 1860, la route nationale 100 est construite et traverse la commune. L’ancienne route royale qui traversait le village est peu à peu délaissée.
Comme de nombreuses communes du département, Montclar se dote d’écoles bien avant les lois Jules Ferry : en 1863, elle en possède trois, qui dispensent une instruction primaire aux garçons. Aucune instruction n’est donnée aux filles : ni la loi Falloux (1851), qui impose l’ouverture d’une école de filles aux communes de plus de 800 habitants, ne concerne pas la commune. La première loi Duruy (1867) abaisse ce seuil à 500 habitants, mais la municipalité ne l’applique pas. Ce n’est finalement qu’avec les lois Ferry que les filles de Montclar sont régulièrement scolarisées.
La commune a créé une station de ski en 1968, gérée par un groupement d'intérêt économique (GIE), à l’initiative du maire qui était aussi patron d’une entreprise de BTP. La création s’est faite collectivement : les paysans ont apporté les terrains au GIE, les conseillers municipaux ont chacun dans leur spécialité apporté leur pierre. Les aides à la rénovation rurale en montagne financent 30 % des travaux de création et d’extension de la station. Un plan d'occupation des sols est mis en place dès 1973. De petite taille, isolée et ne pouvant se coordonner avec les voisines qui sont ses plus sévères concurrentes (Selonnet-Chabanon et Seyne-le-Grand-Puy), la station du col-Saint-Jean a souffert dans les années 1980 du manque d’enneigement.
À partir des années 1980, la station a misé sur la relative préservation de l’environnement, que les travaux n’ont pas bouleversé comme dans les grandes stations de Savoie, en essayant d’attirer les adeptes du tourisme doux. Une piscine chauffée est construite, ainsi que des courts de tennis.
Grâce à la station, l’exode rural est stoppé précocement à Montclar, qui conserve ainsi ses classes d’âges de jeunes adultes. Une grande part des actifs sont pluriactifs.
Un nouveau centre villageois s’est créé autour du hameau Saint-Jean. C’est d’abord le village de vacances autour de la station de ski à la fin des années 1960, puis les bâtiments collectifs (école, crèche, salle des fêtes) en 1995, et enfin la mairie en 1997 (suivie en 2007 par le bureau de vote).

## Héraldique
| Blason de Montclar | Blason  | De gueule à une montagne d'argent surmontée d'un soleil d'or. |
| Blason de Montclar | Détails | Le statut officiel du blason reste à déterminer.              |

## Politique et administration

### Municipalité
| Période                                  | Période                        | Identité            | Étiquette    | Qualité                   |
| ---------------------------------------- | ------------------------------ | ------------------- | ------------ | ------------------------- |
| Les données manquantes sont à compléter. |                                |                     |              |                           |
| mars 1959                                | mars 2014                      | Henri Savornin,     | RPR puis UMP | Ancien conseiller général |
| mars 2014                                | 3 octobre 2015                 | Jean-Claude Rémusat | DVD          | Retraité                  |
| décembre 2015                            | 25 mai 2020                    | Michel Blot         | SE           | Retraité                  |
| 25 mai 2020                              | En cours (au 26 décembre 2020) | Béatrice Savornin   | LR           |                           |

### Intercommunalité
Montclar a fait partie, de 2008 à 2016, de la communauté de communes du Pays de Seyne ; celle-ci a fusionné avec d'autres intercommunalités autour de Digne-les-Bains pour constituer, le 1er janvier 2017, la communauté d'agglomération Provence-Alpes Agglomération.

### Enseignement
La commune est dotée d’une école primaire.
Une bibliothèque du réseau Culture et bibliothèque pour tous est implantée à Montclar.

## Démographie
L'évolution du nombre d'habitants est connue à travers les recensements de la population effectués dans la commune depuis 1765. Pour les communes de moins de 10 000 habitants, une enquête de recensement portant sur toute la population est réalisée tous les cinq ans, les populations de référence des années intermédiaires étant quant à elles estimées par interpolation ou extrapolation. Pour la commune, le premier recensement exhaustif entrant dans le cadre du nouveau dispositif a été réalisé en 2005.

En 2022, la commune comptait 397 habitants, en évolution de −4,11 % par rapport à 2016 (Alpes-de-Haute-Provence : +2,84 %, France hors Mayotte : +2,11 %).
| 1765 | 1793 | 1800 | 1806 | 1821 | 1831 | 1836 | 1841 | 1846 |
| ---- | ---- | ---- | ---- | ---- | ---- | ---- | ---- | ---- |
| 629  | 675  | 591  | 605  | 538  | 591  | 595  | 590  | 616  |

| 1851 | 1856 | 1861 | 1866 | 1872 | 1876 | 1881 | 1886 | 1891 |
| ---- | ---- | ---- | ---- | ---- | ---- | ---- | ---- | ---- |
| 612  | 599  | 570  | 568  | 551  | 536  | 509  | 529  | 442  |

| 1896 | 1901 | 1906 | 1911 | 1921 | 1926 | 1931 | 1936 | 1946 |
| ---- | ---- | ---- | ---- | ---- | ---- | ---- | ---- | ---- |
| 419  | 386  | 345  | 379  | 354  | 307  | 303  | 304  | 282  |

| 1954 | 1962 | 1968 | 1975 | 1982 | 1990 | 1999 | 2005 | 2006 |
| ---- | ---- | ---- | ---- | ---- | ---- | ---- | ---- | ---- |
| 268  | 229  | 204  | 220  | 258  | 327  | 399  | 455  | 454  |

| 2010 | 2015 | 2020 | 2022 | - | - | - | - | - |
| ---- | ---- | ---- | ---- | - | - | - | - | - |
| 461  | 414  | 403  | 397  | - | - | - | - | - |

| 1315     | 1471    |
| -------- | ------- |
| 108 feux | 45 feux |

L’histoire démographique de Montclar, après la saignée des XIVe et XVe siècles et le long mouvement de croissance jusqu’au début du XIXe siècle, est marquée par une période d’« étale » où la population reste relativement stable à un niveau élevé. Cette période, qui commence tôt à Montclar (à la fin du XVIIIe siècle), y dure particulièrement longtemps, jusqu'en 1872. L’exode rural provoque ensuite un mouvement de recul démographique rapide, et de longue durée. En à peine un demi-siècle de recul, la commune a perdu plus de la moitié de sa population par rapport au maximum historique de 1846. Le mouvement de baisse s'interrompt dès les années 1970. Depuis, la croissance a annulé le plus gros des pertes dues à l'exode rural.

## Lieux et monuments

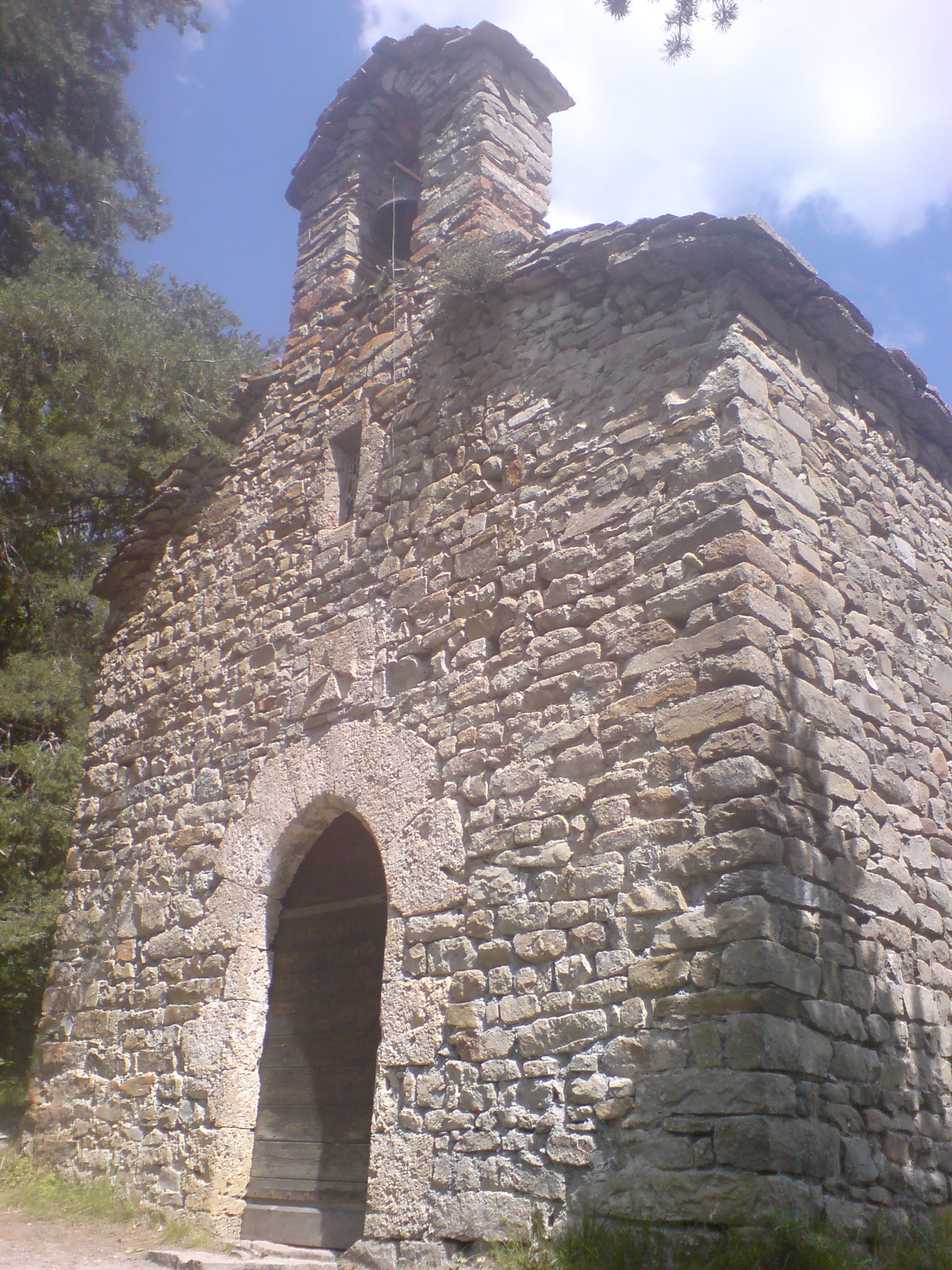
Façade de la chapelle Saint-Léger.

Le château de Montclar construit entre 1640 et 1660 (approximativement) a conservé des boiseries de style Louis XIV. Il est construit sur un plan rectangulaire, avec deux tours aux angles et couvertes de toits en poivrière polygonaux. Il se situe sur une colline, à la limite des communes de Montclar, Seyne et Selonnet.
La commune, à l’habitat éclaté, compte de nombreuses chapelles et églises : 
- église Saint-Michel, au Serre-Nauzet, construite en 1645 et siège de la paroisse[51],[79] ;
- Saint-Léger[80] érigée à la fin du XIIIe siècle, elle possède une nef d’une seule travée, avec un chevet plat. Reconstruite en 1830, elle est restaurée en 1968-1969[81],
- au lieu-dit la Chapelle,
- à Villette[82], qui abrite le seul objet classé monument historique de la commune, une chasuble de lin et laine du XVIIe siècle, de facture assez simple[83],
- aux Savoyes[84],
- chapelle Saint-Jean-Baptiste, au col de Saint-Jean. La nef et le chœur sont voûtés en plein cintre[85],
- église Saint-Pierre (1555), une des deux églises de la commune, qui fut paroissiale en même temps que Saint-Michel, et dont dépendait les chapelles de la colline de la Salette (avec horloge), et Sainte-Anne[51].

Les ruines de l’ancien village sont encore visibles.
- Lac de Saint-Léger[86]
- Fort de Dormillouse, construit en 1884-1886 (système Séré de Rivières)[13]

## Personnalités liées à la commune
- Jean-Pierre-François Ripert de Monclar, magistrat, écrivain, marquis du lieu en 1769.
- Ernest Margaillan, leader syndicaliste enseignant, est né à Montclar en 1904.
- Henri Savornin, natif de la vallée, a été maire de Montclar de 1959 à 2014 soit plus d'un demi-siècle et conseiller général du canton de Seyne.

## Pour approfondir